# Српска православна црква у Обрежу
Српска православна црква у Обрежу, на северозападном ободу Обедске баре, подигнута је у другој половини 18. века црква посвећена празнику Преображења. Црква у Обрежу представља споменик културе од великог значаја.

## Изглед
Основу храма карактерише уска, једнобродна и доста издужена основа са споља полукружном апсидом на истоку. У унутрашњости су издвојени олтарски простор, наос и припрата са галеријом, добро осветљени полукружно завршеним прозорима. Уз западну страну цркве дозидан је звоник, у основи шири од основног дела грађевине и састављен од три одељења приближно истих димензија и квадратног пресека. Изнад кровног венца, над централним пољем, израста звоник са барокном лантерном на врху. Декорација бочних фасада сведена је на широки профилисани венац са фризом конзолица непосредно под кровом. Овај фриз се делимично понавља на централном ризалиту западног прочеља. Ту се налази и главни улаз у храм, фланкиран плитким пиластрима који – као и прозори на бочним одељењима – прекидају континуитет кордонског венца.
Ентеријер цркве у Обрежу краси раскошна иконостасна преграда, остварење вештог, анонимног мајстора. Барокна и рококо резбарија уоквирује слике Јакова Орфелина о чему сведочи натпис сачуван изнад иконе са представом храмовне славе. Настала 1778. године, обрешка целина припада његовим најранијим остварењима.